# Василовци (област Монтана)
Вижте пояснителната страница за други населени места с името Василовци.
Васѝловци е село в Северозападна България. То се намира в община Брусарци, област Монтана.

## География
Село Василовци се намира в равнинна местност, пресечена от долината на река Лом, която тече южно от него. Тя прорязва равнината с висок и стръмен южен склон, покрит с широколистна гора предимно от акация, липа и цер. Включена е в екологичната мрежа от защитени европейски зони Натура 2000.
Василовци отстои на 9,8 км от общинския център Брусарци, 14,6 км от Лом, 54 км от Видин, 48 км от Белоградчик, 44 км от Монтана, 81 км от Враца и 150 км от София. Река Дунав преминава на 9 km северно от него.
Землището му има площ от 35,649 km2. Простира се по двата бряга на река Лом и граничи със землищата на селата Сталийска махала, Орсоя и Сливата на север, Дондуково и Крива бара на запад, Медковец на юг и Аспарухово на изток. В него се включва и зоната на язовир „Липена“ с площ 13,4 дка.
Димитър Маринов е оставил следното описание на околията в началото на 20 век:
| „ | Ломското поле, или тъй нареченото „польето“, се простира от Добродолския монастир до коритото на р. Лом. То обема землищата на селата Момин брод, Влашка махала, Сталийска махала и Василовци, а така и на града Лом. „Польето“ е равно, без никакво дръвче, само към края при Добри дол има бранище, наречено „Ташилошко бранище“. Този край на „польето“ се нарича „Токмеш“. Почвата е глинеста и песъчлива и е много хлебородна. Поломско или Поломьето Цялото корито на р. Лом, от Лом-газията – устието, па до местността „Фалковец“, носи име Поломье или Поломско. Туй корито представя богата в плодородие почва, но не толкова широка в пространство. Туй тясно, но много плодородно поле е покрито със зеленчукови градини, от с. Чорльово нагоре Поломьето става по-широко, дето, освен градини, покрито е още и с ниви и лозя. Тая част обаче спада в Белоградчишка околия. | “ |

## История
Писмените паметници сочат, че корените на селото датират от 18 век, когато хора са населявали отсрещния (десния) бряг на река Лом. След наводнение или чумна епидемия, селяните са започнали заселване на левия бряг. Местните хора обаче разказват легенда, според която мъж на име Васил отглеждал голямо стадо овце на точно това място, оттам и името на селото. Според Димитър Маринов селото обединило няколко слели се по-малки стари селища, наречени „махали“ или „колиби“: Василовци, Ченгене сарай, Липен, Степана дол и Породин. В „История на града Лом и Ломска околия“ той разказва:
| „ | Василовци В 1890 г. имаше 191 къщи с 1120 жители. Преданието разказва, че това село е станало от 4 села: Породин, Степано дол, Василовци и Ченгене сарай. Тия села били всички на десния бряг на р. Лом от гдето и днеска се познават селищата. После били разселени няколко пъти: В Чипровското въстание, Пазвантоглу и неговите битки с царската войска, в дъртата чума (1812 г.) и все пак са се прибирали на старите селища. Най-после някой си Вейсел бей, койюто бил получил за награда земля около тия селища, насила събрал колкото били се върнали селяни и ги заселил на днешното място на Василовци и нарекъл селото Вейсел кьой, което българите нарекли Вейселово, от което произлезнало Василовци, според името на ближното разселено селце Василовци. По тоя начин до най-ново време, дори допреди Освобождението Василовци имаше две имена: Вейсел кьой – за турците и правителството, и Василовци – за българите. Когато Пазвантоглу наредил някаква администрация и създал нахиите, тогава образувал и поломската нахия. На тая нахия, види се в чест на Вейсел бей, който ако и да бил умрел, но името му имало значение, било избрано за център селото Вейсел кьой – Василовци. Това положение траяло до времето на Хюсеин паша, който преместил центъра на нахията в гр. Лом и назначил за управител прочутия Исмаил войвода. Дядо прото Недялко ми разказваше, че старите люде и неговият баща помнели, кога е ходил във Василовци за свидетел. По какви обстоятелства не се знае, но на место Вейселовите наследници като господари на селото са наследниците на Мааруф, които били господари на Криводол, които останаха и до Освобождението. После Освобождението, наместо да се споразумеят с наследниците и да откупят землята от тях, които бяха готови да я продадат много евтино, те заведоха процес, който трая 5 – 6 години и се свърши с това, че изгубиха делото и платиха една голяма сума освен на адвоката, но и за водене на делото и още и на стопанина Христаки, който беше купил цялата змля с воденицата от наследниците, за щети и загуби. Селото Василовци било на десния бряг на р. Лом, но се преселило на левия – на днешното място поради църквата, която едно козарче открило в гъсталака. Църквата била зарината в землята. Тя била разровена, разчистена и почнали да се черкуват в нея. Поради тая църква и селото се преселило тук; по-късно църквицата понеже вече била пропукната и застрашавала да се събори, била развалена и на нейното място съградили нова в 1842 г. В землището на Василовци се намира местността известна под названието „Липен“, гдето се намирало някога село със същото име и с прочути лозя. Селото изчезнало, но лозята останали. Тия лозя са били във владение във всички околни села: Василовци, Крива бара, Медковец, Орсоя, Кърки жаба. Самата местност била в землището на Медковец. Това село било първото, което е подбудило населението в Ломско и Белоградчишко да се пресели в Русия. От тука е роден поп Димитър Василовски, който беше един от главните двигатели за това преселение, а бил пръв, който увещал същото население да се върне в отечеството си. По-късно го виждаме като революционерин, за което ще се говори на реда му. | “ |

През 1951 Василовци се сляло с бившето село Байрактарска махала, наречено по-късно Александрово на името на княз Александър Батенберг. Димитър Маринов описва и тази махала:
| „ | Байрактар махала – Александрово на името на първия княз Александър Батемберг В 1890 г. имаше 27 къщи със 147 жители. Името е носело от Омер, бащата на Пазвантоглу, комуто била дадена титлата Байрактар на Видинския санджак и обширна земя. На тая земля тоя байрактар заселил махла и направил чифлик. След смъртта му не се знае как, но господари на махлата станали Вейселовите наследници, които съединили махлата с Василовци. | “ |

След Кримската война селяните се преселили в южна Русия, но не след дълго се завърнали в родния си край. Разказ на василовчанина Младен Маринов за тези събития от изгубен впоследствие исторически документ цитира писателят Георги Марковски в книгата си „Достойно ест“:
| „ | Навръх Гергьовден на лето 1861 сичките человеци од нашето село се свикаме до школото на даскала Филипа при герана, що стоеше на двайсет-триесе раскрача от църквата, дека е на изгрева на слънцето до междата на гробището. Там се сдодумаме синца що ни рече поп Мито Еванов и Ганчо Кривобарски да одиме у Русия. Тамо да се сдобиеме с долуме, що ни дава наш брат Еван у Русия. Сдодумаме се и отидоме с гимиа, но кога стапиме на земята у Русия, не се сбъдна що ни рече поп Мито Еванов и що ни рече Ганчо Кривобарски. Долуме не земаме, а щом зима клекна, мор ни залови и синца одма рекоа да си одиме у село у Поломието. Кога си дойдоме, сите наши къщи се заседнале пришелци и татаре и керкезе. У школото на даскала Филип се заседнал Абедин арнаутина. Даскал Филип се прости у Тулча и там си го заминаме. На него дойде даскал Стефана, он остана без школо, оти лют керкезин го засвои. Навръх Великден у ден втори на лето 1864 от литоргиа се сдодумаме що ни рече даскал Стефан ново школо да сградиме у празното место у гробището, дека зейят вратата църковни за първо венчило до сами бреста. Речено и сторено, от сами ден първи след Педесетница одма майстор Петко Павлов и Кръсто Ненов се обещаха църковна килия да сградат за школо да бъде и кръщаване да се служи на челията наша. Всичките человеци се обещаа по пет шиници кукурус да донесат, та работа от сам ден Петровден, та после до Кръстовден и на сами ден Димитровден школото се освети с водосвет от поп Мито и даскал Стефан и челията мъшка одма почна да се учи на четмо и писмо. Това писал Младен Маринов у село Василовци на лето 1868 у копане кукурус. | “ |

Сведения за преселението в Русия се съдържат и в дневниците на революционера Никола Обретенов, който предава разказ на поп Димитър Ангелов Иванов, записан през 1878 г. по време на заточението им в Акра:
| „ | Както отишли, така и дошли. Агенти руски ни заведоха и турски агенти ни пак завърнаха. Едните казваха, че при тях било „мед и масло“, другите казваха: „Не, при нас е м[л]еко и масло“, а ний глупави, водим са ту подир едного, ту подир другиго. Когато отивахме на руски разноски, но кога са връщахме уж на турски разноски. Да пази бог от турчин и никому бог да не дава да става рая турска. Колкото ни хляб дали от руско, когато до[й]дохме на Солина, вместо да ни дадът храна и потребните, за да са завърнем в отечеството си, защото, когато да ни убедят да са върнем обещаха ни са, че няма да ни [в]земат 20 години данък, и че каквото е потребно за дома ще ни снабдят, но още на Солина ни [в]зеха и руския пе[к]с[и]мет и с най-тежката работа ни стовариха. Вместо да ни откупи вапор, показа ни пътя по сухо край Дунава и то само кола за някой дреболии. Няма що да са прави, гладни, опърпани тръгнахме. Едвам за една неделя до[й]дохме срещу Галац. Тук не можеше вече да са върви. Спряхме се и проводихме депутати до българите в Галац, да ни спомогнат за пътни разноски. Между депутатите бях и аз. След 2 дни в Галац сполучихме чрез Евлогий Георгиев да ни натоварят на немските вапори на шлепове, като раздадоха храна на гладните преселници и по няколко франка в ръка. Когато са върнахме при нашите отсреща на турския бряг, намерихме ги насилвани да вървят пеш, но до вечерта до[й]доха шлеповете на турския бряг, [г]дето бяхме пренесли всички неща. Турското правителство дърпа, ний дърпахме и най-после надвихме и влязохме в шлеповете. Колко хорица измряха от глад из пътя! Смешен и луд свят! Когато отивахме с гайди, тъпани и зурли, но когато се връщахме с плач, и то какъв, очите ти да изтечат. Като изгубих всичко, аз обърнах всичко в интриги против турското правителство. | “ |

Австро-унгарският пътешественик Феликс Каниц, който преминал по долината на река Лом през 1864 година, оставил следното описание на района и село Василовци:
| „ | От Чорлево до Дунава по течението на реката Лом се натъкнах на най-голямата смесица от народи. Българи, румънци, татари и черкези живеят тук в села, често отдалечени само на 20 минути едно от друго. Най-голямата част от татарите са изоставили носията си, донесена от Крим, за да я заменят с българската народна носия: чубара (калпак от овча кожа), бяла, надиплена везана риза и на краката опинци – вид сандали. Много от тях говорят вече български, обикновено се радват на обичта на славянското население и с общопризнатото си трудолюбие издигнаха селищата си за кратко време до значително благосъстояние. Особени грижи полагат и за своите училища, но през 1877 г. трябваше да продължат своето странстване. Доколко заселените на двата бряга на Лом черкези се оказаха способни в култивирането на голямата българска тераса, е трудно да се каже. Още от началото си спечелиха омразата както на турците, така и на татарско-румънско-българското селско население със склонността си към упорство, грабеж и кражба. Но след 1864 г. настъпи постепенно обрат към добро; нуждата принуди кавказките герои да се заемат по неволя с полския труд, а през 1870 видях да участват на полето дори отделни черкезки жени. Но голямото предпочитание към чужди коне черкезите си запазиха и по-късно. Те си съперничеха в това отношение с циганите-чергари, поради което стотици от всички тях изкупваха по всички времена във видинската крепост своята склонност да се сдобият с кон за сметка на съседите си. Тежко понасяха черкезите дори и най-малкото наказание с лишаване от свобода; при постоянната безогледна строгост, те трябва да са се приспособили и относно чуждите четириноги към западните понятия. В село Василовце срещнах българи, доверили се на обещанията на русите и изселили се в 1861 г. в Крим, но завърнали се съвсем разочаровани в 1862 г. Те намериха своите напуснати села заети от колонизираните на тяхно място татари, поради което не им остана нищо друго, освен – доколкото им разрешаваха средствата – да си построят нови жилища. Те трябваше да са изглеждали много зле и да са учудвали немалко западноевропейците. Видях тук малко променено въплъщение на подробно описаните от Оуен Стенли обитавани от хората на бронзовата епоха „пенпитс“ в Енджълси (O. W. Stanley, On the remains of the Ancient circular Habitations in Holyhead Island). Вкопани наполовина в земята, с покриви от трамбована пръст върху наведени един към друг трупи и комини, изплетени от тръстика, те правеха впечатление на истински пещерни обиталища. Тук, за тези българи, като наследници на онези „троглодити“, обитавали – според Птолемей – североизточната част на Мизия край Дунава, Едуард Браун, пропътувал тези земи преди 200 години по поръка на Лондонското научно общество, с много по-голямо основание, отколкото при вида на няколко цигански колиби, би могъл да възкликне: „Сега аз вярвам в троглодити от миналото, както говорят Херодот и Страбон. Оттогава винаги, където циркулират тези хора тук-там частично в дупки, аз намирам и човешки къртици.“ (A brief account of some travels in Hungaria, Serbia, etc., London, 1673.) Но ако се съпостави този пример на най-примитивен строеж с архитектурно напредналите постройки, издигнати и обитавани от същото българско население в градовете, археологът и изследователят на културната история ще извлекат от това сравнение поуката, че трябва да бъдат много предпазливи при преценката, класификацията и разграничаването на праисторическите останки. Защото тук се натъкнахме на жители, принадлежащи към народ, който упражнява майсторски най-различни занаяти, произвежда достойни за най-голямо учудване филигранни накити, изключително красиви грънчарски изделия и тъкани, но живее в обиталища като на кафрите, които – както е известно – стоят във всички изкуства на най-ниското стъпало. | “ |

При избухването на Балканската война в 1912 година един човек от Василовци е доброволец в Македоно-одринското опълчение.
През 1920-те години някои василовчани са свързани с подкрепа на комунистическите функционери: укриват нелегални дейци, отделни селяни впоследствие се включват в партизански отряди по време на Втората световна война.
На 26 септември 2015 година в Народно читалище „Събуждане – 1899“ е представена първата писана история на селото, „Василовци сред Поломието“ от берковския историк и краевед Милан Василев Миланов, издадена по подбуда и със спомоществователство на проф. д-р Иван Гаврилов.

## Забележителности
Първото училище във Василовци е открито през 1826 г. Днес негов наследник е училището „П. Р. Славейков“, приело името на големия български възрожденец през 1926 година, когато е отбелязана 100-годишнината от откриване на първото училище в селото, организирано от високообразования за времето си василовчанин Аврам Тодоров – учил в Швейцария. По случай 185-годишнината от началото на просветното дело във Василовци, на 24 май 2011 година е открита паметна плоча с лика на Славейков с концерт на учениците от училището под ръководството на директора Йорданка Велева.
Към Народно читалище „Събуждане – 1899 с. Василовци“ развиват дейност библиотека, Женска вокална група „Колорит“ (носителка на лауреатски и много други звания), танцов състав, куклен театър, състав за художествено слово.
Иконостасът на храма „Свети Георги“ е дело на дебърски майстори от рода Филипови.
Над селото, от към северната му част, минава стар римски път от настлани камъни, който се използва.

## Редовни събития
Всяка година се провежда събор на мегдана пред читалището във втората събота и неделя от месец юни.

## Демография
Според преброяването от 2011 г. на доброволния въпрос за етническа принадлежност са отговорили общо 1268 души, от които 779 (61,44%) са се определили като българи, 413 (32,57%) като цигани, а 73 (5,76%) не са се определили.

## Личности
- Поп Димитър Иванов, революционер, депутат
- Акад. Никола Томов – специалист по царевицата
- Проф. Минко Ерменков – художник
- Проф. д-р Иван Гаврилов – хирург-онколог
- Георги Марковски (1941 – 1999 г.) – писател, издател и журналист. Член на Съюза на българските писатели от 1978 г., два пъти носител на годишната му награда – за романа „Хитър Петър“ за 1978 г. и за сборника философски фрагменти „Христоматия за двама“ за 1996 г.
- Любка Кръстева – поетеса
- Доц. д-р Гълъбина Николова – финансист, УНСС
- Доц. д-р Емилия Пейчева – лекар офталмолог
- Доц. д-р Невена Попова – лекар
- Доц. д-р инж. Георги Генадиев, ВТУ „Тодор Каблешков“
- Доц. д-р инж. Марин Маринов, ТУС
- Илия Матеев – юрист, съдия във Върховен съд на НРБ
- Валентина Борисова (р. 1925 г.) – актриса. Работи в театър „Трудов фронт“ (1951 – 1964 г.), „Народна сцена“ (1964 – 1966 г.) и театър „Сълза и смях“ (1966 – 1987 г.). Изпълнителка на 4 театрални роли и 21 роли във филми. Член на САБ. Наградена с орден „Св. св. Кирил и Методий“ – II степен, орден „Св. св. Кирил и Методий“ – I степен и награда за женска роля за ролята на г-жа Скобелева от пиесата „На война като на война“ (1974 г.).
- Александър Трендафилов – оперен певец